# إنريكي غرانادوس
إنريكي غرانادوس (بالإسبانية: Enrique Granados)‏ هو عالم موسيقى وعازف بيانو وموسيقي وملحن إسباني، ولد في 27 يوليو 1867 في لاردة في إسبانيا، وتوفي في 24 مارس 1916 في بحر المانش في فرنسا بسبب غرق.

## وصلات خارجية
- إنريكي غرانادوس على موقع IMDb (الإنجليزية)
- إنريكي غرانادوس على موقع الموسوعة البريطانية (الإنجليزية)
- إنريكي غرانادوس على موقع ميوزك برينز (الإنجليزية)
- إنريكي غرانادوس على موقع إن إن دي بي (الإنجليزية)
- إنريكي غرانادوس على موقع أول ميوزيك (الإنجليزية)
- إنريكي غرانادوس على موقع ديسكوغز (الإنجليزية)